# هانو (النبيل الرفيع)
يعد هانو أو كما يطلق عليه هينو أو هينينو من أعظم النبلاء الفراعنة، حيث حاز على منصب السيد «ماجوردومو» لمنتوحتب الثالث في القرن العشرين قبل الميلاد. وبحسب ما تم ذكره عنه بأنه أعاد فتح طرق التجارة إلى بونت وليبيا للمملكة الوسطى في مصر. دفن هانو في مقبرة بدير البحري، في مقبرة طيبة، تصنف على أنها TT313.
يعرف هانو من نقشين بوادي الحمامات رقم. 114 (2000 عام قبل الميلاد)وفي مقبرته بدير البهاري مثل hnnw. حتى يومنا هذا لايعرف ما إذا كان النقيدان يشيران إلى نفس الشخص ام لا. افترض ويليام سي هايز هويتهم بينما كان هربرت يوستيس وينلوك مترددًا في التعرف عليهم. يعتبر جيمس ب. ألين hnw خليفة لـ hnnw باعتباره السيد الفرعون.

## السفر

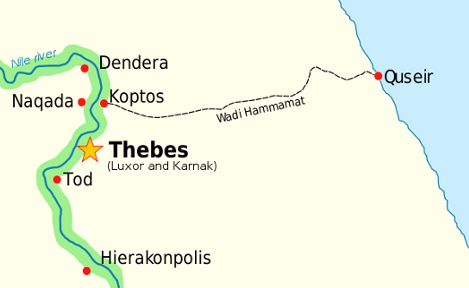
crop of small section of Commons image, showing a map of the Wadi Hammamat on the upper Nile river, from historical map of Ancient Egypt

في العام الثامن من حكم مينتوهوتيب الثالث، انطلق هانو من كوبتوس على رأس جيش قوي قوامه ثلاثة آلاف رجل، وعبروا الصحراء الشرقية الجبلية عن طريق وادي الحمامات، واتجهوا إلى ساحل البحر الأحمر.

### النقوش
كتب هانو عن بعثته في الحجر. تحت سانكهاري (مينتوهوتيب الثالث)، الذي يحمل اسمه بأعتبارة الثامن والخمسين على طاولة أبيدوس، عاش موظفًا يُدعى هانو، يسجل نقشً على الحجر، في وادي الحمامات، بعض التفاصيل في عصر مينتوهوتيب، وهذه التفاصيل تبين منها أن ملوك هذه الأسرة كانوا يتعاملون مع شبه الجزيرة العربية. وهكذا، فإن التجارة التي أدخلها طريق الوادي مباشرة من كوبتوس إلى البحر الأحمر، يبدو أنها أعادت إحياء الثروات المتدهورة للنظام الملكي القديم.

تمت الرحلة الأولى إلى أرض بونت تحت Sankh-ka-ra. وطبقاً لكلمات النقش الصخري، فإن مايحتاج اليه كان مهيئاً بحكمة لهذه الرحلة الاستكشافية، التي اختارها الفرعون كقائد وتوجية للنبيل هانو، الذي يقدم لنا الرواية التالية أثناء عن رحلته: 
تم توجيهي لقيادة السفن إلى أراضي بونت، من أجل جلب التوابل ذات الرائحة الحلوة للفرعون، والتي يجمعها أمراء الأرض الحمراء بدافع الخوف والرهبة، كما كان يلهمه في جميع الأمم. وانطلقت رحلتي من مدينة الأقباط (كوبتوس). - وقد أعطى الفرعون الأوامر بأن جميع الرجال المسلحين، الذين سيرافقونني، يجب أن يكونوا من جنوب بلاد الثيباي Thebai'd. 
بعد فقرة غير مرئية من النقش، بسطر كبير، ومع ذلك، تم الاحتفاظ بما يكفي لإظهار أن السرد المنفوش كان يقول أن القوة المسلحة قد تم إرسالها مع الحملة الاستكشافية من أجل حمايتها والدفاع عنها ضد هجمات العدو، وأن ضباط الملك، بالإضافة إلى حاملي الحجارة والعمال آلاخرين، رافقوها، يتابع هانو: 
ثم وصلت إلى الأرض الخضراء العظيمة وقمت بأعداد السفن وأرسلتها ومن ضمنها اعداداً كثيرة من الماشية والثيران والغزلان. عندما عدت من الأخضر العظيم، أديت ما أمره جلالته: أحضرت له كل شيً مفيد وجدته على شواطئ أرض الله. ثم انحدرت من قبل WSg (منطقة غير معروفه) (و) Ro-Henu (وادي الحمامات). أحضرت له قطع رائعة من الحجر لتماثيل المعبد.

### المحطات الرئيسية
وفي سرد لرحلتة، يتحدث هانو عن خمس محطات رئيسية كبيرة توقف فيها، وقد عزز الإنسان والوحش (من المحتمل بأن الحمار هو الوحش الوحيد الذي ثبت انه استخدم في تلك الأوقات) ومن أجل تحقيق المزيد من المضي إلى الإمام يجب عليهم الاستمتاع بشرب المياة العذبة. هذا هو نفس الطريق الذي كان في زمن الباباوات والرومان يقود من الأقباط (كوبتوس) في اتجاة الشرق إلى ميناء ليوكوس ليمن (الآن كوسير) على البحر الأحمر؛ الطريق السريع والطريق التجاري الكبير للتجار من جميع مختلف البلدان، الذين قاموا في التجارة بالمنتجات من شبه الجزيرة العربية والهند؛ وجسر الدول أي آسيا المتحدة قديماً وأوروبا. 